# بيل تومسون (لاعب كرة قدم أمريكية)
بيل تومسون (بالإنجليزية: Bill Thompson)‏ هو لاعب كرة قدم أمريكية أمريكي، ولد في 10 أكتوبر 1946 في غرينفيل في الولايات المتحدة.

## وصلات خارجية
- بيل تومسون على موقع مرجع كرة القدم المحترفة.كوم (الإنجليزية)
- بيل تومسون على موقع قاعة كولورادو للمشاهير الرياضية (الإنجليزية)